# HD 114707
HD 114707，又名CD-42 8196，SAO 223980、HR 4982，是一颗恒星，视星等为6.22，位于銀經307.12，銀緯20，其B1900.0坐标为赤經13h 7m 6.9s，赤緯-42° 20′ 7″。